# Talsi
Talsi est une ville située dans le nord-est de la Courlande en Lettonie. Elle est surnommée par ses habitants La Perle de la Courlande ou La ville aux neuf collines et deux lacs.
Jusqu'à la réforme territoriale du 2009, Talsi faisait partie du district du même nom. Aujourd'hui, c'est le centre administratif de la municipalité de Talsi.

## Histoire
Mentionnée sous le nom de Talsen pour la première fois au XIIIe siècle, au sujet des croisades des pays baltes, la ville ne connaît cependant un vrai développement que durant le XXe siècle. Durant ces siècles, la ville est une bourgade du duché de Courlande, dont l'activité repose principalement sur le fer. Elle connaît deux pestes (en 1657 et 1710) et un incendie (en 1753).
Au XIXe siècle, alors qu'elle était chef-lieu de district (ouyezd) du gouvernement de Courlande de l'Empire russe, l'alphabétisation de masse commence et les premières écoles russes et germanophones ouvrent. Le statut de pilseta lui est accordé en 1917, la ville compte alors 12 % de juifs sur un peu plus de 4 000 habitants. La ville connaît une activité culturelle soutenue et est un lieu de passage prisé des troupes de théâtre jusqu'à la Seconde Guerre mondiale. Les Allemands envahissent la ville, qui sera occupée du 1er juillet 1941 à la capitulation allemande. Une grande partie des juifs sera déportée.
Les années d'après guerre sont concentrées sur la mise en valeur de l'environnement, et c'est à cette période que les parcs de la ville sont construits. En 1965, la RSS de Lettonie décide de construire à Talsi une usine métallurgique profitant de la proximité de la matière première. L'industrie se révèle particulièrement florissante, et permet des exportations sur l'ensemble de la Russie et même vers l'Angleterre ou la Mongolie. À l'apogée, ce sont plus de 350 personnes qui travaillent dans cette usine. Cette nouvelle richesse permet d'amorcer un nouveau plan de développement qui comprend un cinéma, un hôtel, le centre administratif et un parking!
Actuellement, la ville profite des retombées du tourisme dans la région et l'activité se tertiarise, notamment en faveur des services aux particuliers comme dans la plupart des chefs-lieux de districts.

## Population
La population est composée à plus de 95 % de Lettons et la première des 22 minorités est russe. 
Les personnes de moins de 18 ans sont 2668 et de plus de 60 ans 2582.